# Chremonides
Chremonides (altgriechisch Χρεμωνίδης Chremōnídēs), Sohn des Eteokles aus der Deme Aithalidai der Phyle Leontis, war ein Staatsmann des antiken Athen im 3. Jahrhundert v. Chr.
Chremonides war ein Schüler des Philosophen Zenon von Kition, des Begründers der Stoa, der ihn sehr schätzte. Bekannt wurde er im Jahr des Archon Peithidemos (268/7 v. Chr.) als Verfasser eines Dekrets, welches die Allianz Athens mit Areus I. von Sparta und Ptolemaios II. von Ägypten gegen den König Antigonos II. Gonatas von Makedonien besiegelte, woraus der nach ihm benannte Chremonideische Krieg (267–261 v. Chr.) resultierte. In diesem Dekret charakterisierte Chremonides den Antigonos Gonatas als Nachfahren derjenigen, die einst griechische Staaten hätten versklaven wollen; die Griechen müssten vereint für ihre Freiheit kämpfen. Athen verlor den Chremonideischen Krieg, wurde von makedonischen Truppen besetzt und verlor seine machtpolitische Bedeutung.
Nach der militärischen Niederlage floh Chremonides mit seinem Bruder Glaukon nach Ägypten und trat dort als Ratgeber in den Dienst Ptolemaios’ II. Als Flottenkommandant (nauarchos) befehligte er eine ptolemäische Flotte, mit der er allerdings in einer Schlacht beim témenos der Aphrodite vor Ephesos von einer rhodischen Flotte unter Agathostratos geschlagen wurde. Die zeitliche Zuordnung dieser Schlacht ist quellenmäßig nicht feststellbar und deshalb ein Diskussionspunkt in der Geschichtswissenschaft.